# Китайско-нигерские отношения
Китайско-нигерские отношения — двусторонние дипломатические отношения между Китаем и Нигером, установленные 20 июля 1974 года.

## Политика
20 июля 1974 года между Китаем и Нигером были официально установлены дипломатические отношения. В 1978 году первым послом Нигера в Китае был назначен Идрисса Харуна.
После восстановления Нигером дипломатических отношений с республикой Тайвань в июне 1992 года, Китай со своей стороны прекратил дипломатические отношения. 19 августа 1996 года было объявление о восстановлении отношений между странами.
В июне 2020 года Нигер стал одной из стран, поддержавших Закон о защите национальной безопасности в Гонконге.

## Взаимоотношения
Нигер и Китай активно ведут экономическое сотрудничество. КНР помогает налаживать сельское хозяйство, бурении скважин, постройку мостов и шлюзов в стране. С 1987 года Китай предоставляет стипендии для студентов из Нигера. В Гуанчжоу и Гуандуне учреждены почётные консульства Нигера.